# Kepler-438
Kepler-438 è una nana rossa nella costellazione della Lira, a circa 590 anni luce dalla Terra. È notevole per il suo sistema planetario, che include Kepler-438 b, un pianeta forse delle dimensioni della Terra all'interno della zona abitabile. Kepler-438 è una stella a brillamento  che subisce aumenti casuali e drammatici di luminosità a causa dell'attività del brillamento. Emette forti super-brillamenti ogni poche centinaia di giorni, con ogni bagliore più forte del bagliore più potente registrato sul Sole.

## Sistema planetario
Il sistema ha un pianeta confermato. Tuttavia, le osservazioni temporali del transito di Kepler-438 b indicano la possibile presenza di pianeti aggiuntivi.
| Pianeta | Tipo             | Massa          | Raggio  | Periodo orb.  | Eccentricità | Incl. orbita |
| ------- | ---------------- | -------------- | ------- | ------------- | ------------ | ------------ |
| b       | Pianeta roccioso | 1,8+2,6 −0,7M⊕ | 1,12 R⊕ | 35,233 giorni | 0,03         | 86,89        |